# Amazona diadema
Amazona diadema é um papagaio pertencente à família Psittacidae anteriormente considerada coespecífica com o Amazona autumnalis. A ave é restrita ao estado do Amazonas, na região Norte do Brasil.

## Taxonomia
O Amazona diadema foi anteriormente considerado uma subespécie isolada do Amazona autumnalis, uma espécie disseminada na América do Sul; as diferenças na plumagem são pequenas e a análise molecular pode mostrar que seu status de espécie não é garantido.

## Descrição
O Amazona diadema cresce até um comprimento de cerca de 33 cm. É um pássaro em grande parte verde com pequenas partes em vermelho e preto; muitas das penas são margeadas por cores contrastantes, dando um efeito finamente recortado. A coroa, a nuca, o pescoço, o peito e a barriga são verdes, enquanto a testa, o loro e a ceroma são vermelhos. Esta cor avermelhada não se estende acima do olho em uma faixa superciliária. As penas primárias das asas são pretas e as secundárias verde-azuladas; a base dos primeiros cinco secundários é vermelha, dando um brilho de cor vermelha durante o voo. A cauda é verde com as penas laterais sendo verde-amareladas, contrastando com o vermelho na base. O bico é cinza escuro e a pele sem penas ao redor do olho é branca. A íris é laranja e as pernas e os pés são cinza claro.

## Distribuição
O pássaro é endêmico da Bacia Amazônica no norte do Brasil; seu alcance é restrito à parte inferior do Rio Negro e à parte superior do Rio Amazonas, no estado do Amazonas. É encontrado em uma variedade de habitats florestais de várzea, bem como em áreas que contêm árvores e plantações dispersas. Na Reserva Florestal Adolfo Ducke, perto de Manaus, é comum no dossel da floresta úmida e em torno das margens da mata. Também ocorre no Parque Nacional do Jaú, onde é incomum.

## Ecologia
A espécie se alimenta principalmente de frutas e nozes. Seu comportamento é provavelmente semelhante ao Amazona autumnalis, com os pássaros empoleirando comunalmente fora da estação reprodutiva, com voos diários para áreas de alimentação, onde se alimentam no dossel e ficam bem camuflados.

## Estado de conservação
A espécie tem um alcance limitado e está ameaçada pela perda de habitat causado pelo desmatamento das florestas onde vive para a pecuária e a produção de soja. Algumas aves são capturadas por armadilhas para o comércio doméstico de animais de estimação. A União Internacional para a Conservação da Natureza avaliou o estado de conservação da ave como "ameaçada".
- Commons
- Wikispecies